# Magazine 60
Magazine 60 war eine französische Euro-Disco-Band der 1980er Jahre.

## Bandgeschichte
Produzent hinter Magazine 60 war Jean Luc Drion, der zusammen mit Dominique Régiacorte auch die Komposition übernahm. Für die einzige Albenveröffentlichung des Projekts engagierte er die Sängerin Veronique Oliver. 1985 konnte sich die Single Don Quichotte auf Platz 56 der US-amerikanischen Billboard Hot 100 platzieren, die Maxi erreichte Platz 18 der Maxi-Singles Sales-Charts. Auch in Europa war der Titel erfolgreich, in Frankreich blieb er insgesamt 23 Wochen in den Charts, die höchste Notierung war Nummer 10, während in Österreich Platz 25 erreicht wurde. Drion wendete sich anderen Produzententätigkeiten, unter anderem der Band Monte Kristo zu, es kam zu keinen weiteren Neuveröffentlichungen mehr. In den Vereinigten Staaten wurde 1987 die Single Pancho Villa veröffentlicht, erreichte aber keine Chartnotierung.
2007 veröffentlichte will.i.am den Titel I Got It From My Mamma, dessen Refrain auf einem Gitarrensample von Don Quichotte basiert. Jean-Luc Drion und Dominique Régiacorte sind daher als Mitautoren genannt.

## Diskografie

### Studioalben
| Jahr | Titel             | Höchstplatzierung, Gesamtwochen, AuszeichnungChartplatzierungen (Jahr, Titel, Platzierungen, Wochen, Auszeichnungen, Anmerkungen) | Höchstplatzierung, Gesamtwochen, AuszeichnungChartplatzierungen (Jahr, Titel, Platzierungen, Wochen, Auszeichnungen, Anmerkungen) | Höchstplatzierung, Gesamtwochen, AuszeichnungChartplatzierungen (Jahr, Titel, Platzierungen, Wochen, Auszeichnungen, Anmerkungen) | Höchstplatzierung, Gesamtwochen, AuszeichnungChartplatzierungen (Jahr, Titel, Platzierungen, Wochen, Auszeichnungen, Anmerkungen) | Höchstplatzierung, Gesamtwochen, AuszeichnungChartplatzierungen (Jahr, Titel, Platzierungen, Wochen, Auszeichnungen, Anmerkungen) | Anmerkungen                                        |
| Jahr | Titel             | DE | AT | CH | US | FR | Anmerkungen                                        |
| ---- | ----------------- | --- | --- | --- | --- | --- | -------------------------------------------------- |
| 1981 | Medley 60’s Slows | — | — | — | — | FR32 Gold · (8 Wo.)FR | Erstveröffentlichung: 1981 Charteinstieg erst 1993 |

grau schraffiert: keine Chartdaten aus diesem Jahr verfügbar
Weitere Alben
- 1985: Costa Del Sol

### Singles
| Jahr | Titel Album                 | Höchstplatzierung, Gesamtwochen, AuszeichnungChartplatzierungen (Jahr, Titel, Album, Platzierungen, Wochen, Auszeichnungen, Anmerkungen) | Höchstplatzierung, Gesamtwochen, AuszeichnungChartplatzierungen (Jahr, Titel, Album, Platzierungen, Wochen, Auszeichnungen, Anmerkungen) | Höchstplatzierung, Gesamtwochen, AuszeichnungChartplatzierungen (Jahr, Titel, Album, Platzierungen, Wochen, Auszeichnungen, Anmerkungen) | Höchstplatzierung, Gesamtwochen, AuszeichnungChartplatzierungen (Jahr, Titel, Album, Platzierungen, Wochen, Auszeichnungen, Anmerkungen) | Höchstplatzierung, Gesamtwochen, AuszeichnungChartplatzierungen (Jahr, Titel, Album, Platzierungen, Wochen, Auszeichnungen, Anmerkungen) | Anmerkungen                |
| Jahr | Titel Album                 | DE | AT | CH | US | FR | Anmerkungen                |
| ---- | --------------------------- | --- | --- | --- | --- | --- | -------------------------- |
| 1984 | Don Quichotte Costa Del Sol | — | AT25 (4 Wo.)AT | — | US56 (11 Wo.)US | FR10 (28 Wo.)FR | Erstveröffentlichung: 1984 |

Weitere Singles
- 1987: Pancho Villa